# Arrenga de Taiwan
L'arrenga de Taiwan (Myophonus insularis) és una espècie d'ocell paseriforme de la família dels muscicàpids. És endèmic dels boscos montans de Taiwan. Sol frequentar el sotabosc i als densos boscos fluvials. El seu estat de conservació es considera de risc mínim.